# Leonardo Cilaurren
Leonardo Cilaurren Uriarte (5. listopadu 1912, Basurto-Zorrotza – 9. prosince 1969, Madrid) byl španělský fotbalista. Hrával na pozici záložníka.
Se španělskou reprezentací hrál na mistrovství světa roku 1934. Na tomto šampionátu byl federací FIFA zařazen i do all-stars týmu. Celkem za národní tým odehrál 14 utkání.
S Athleticem Bilbao se stal dvakrát mistrem Španělska (1933/34, 1935/36) a získal španělský pohár (1932/33).